# Потер Лејк (Висконсин)
Потер Лејк (енгл. Potter Lake) насељено је место без административног статуса у америчкој савезној држави Висконсин.

## Демографија
По попису из 2010. године број становника је 1.107, што је 8 (0,7%) становника више него 2000. године.
| Група             | 2000.         | 2010.         |
| Белци             | 1.076 (97,9%) | 1.059 (95,7%) |
| Афроамериканци    | 2 (0,2%)      | 4 (0,4%)      |
| Азијати           | 1 (0,1%)      | 7 (0,6%)      |
| Хиспаноамериканци | 9 (0,8%)      | 19 (1,7%)     |
| Укупно            | 1.099         | 1.107         |